# 巴勃羅 (蒙大拿州)
巴勃羅（英語：Pablo）是位於美國蒙大拿州萊克縣的普查規定居民點。

## 歷史
巴勃羅的郵局自1917年營運至今。

## 人口
根據2020年美國人口普查的數據，巴勃羅的面積為12.56平方千米，皆為陸地。當地共有人口2138人，而人口密度為每平方千米170.22人。